# Piperylin
Piperylin ist eine chemische Verbindung aus der Gruppe der Benzodioxole. Sie besitzt trotz Namensähnlichkeit eine von Piperylen verschiedene Struktur.

## Vorkommen

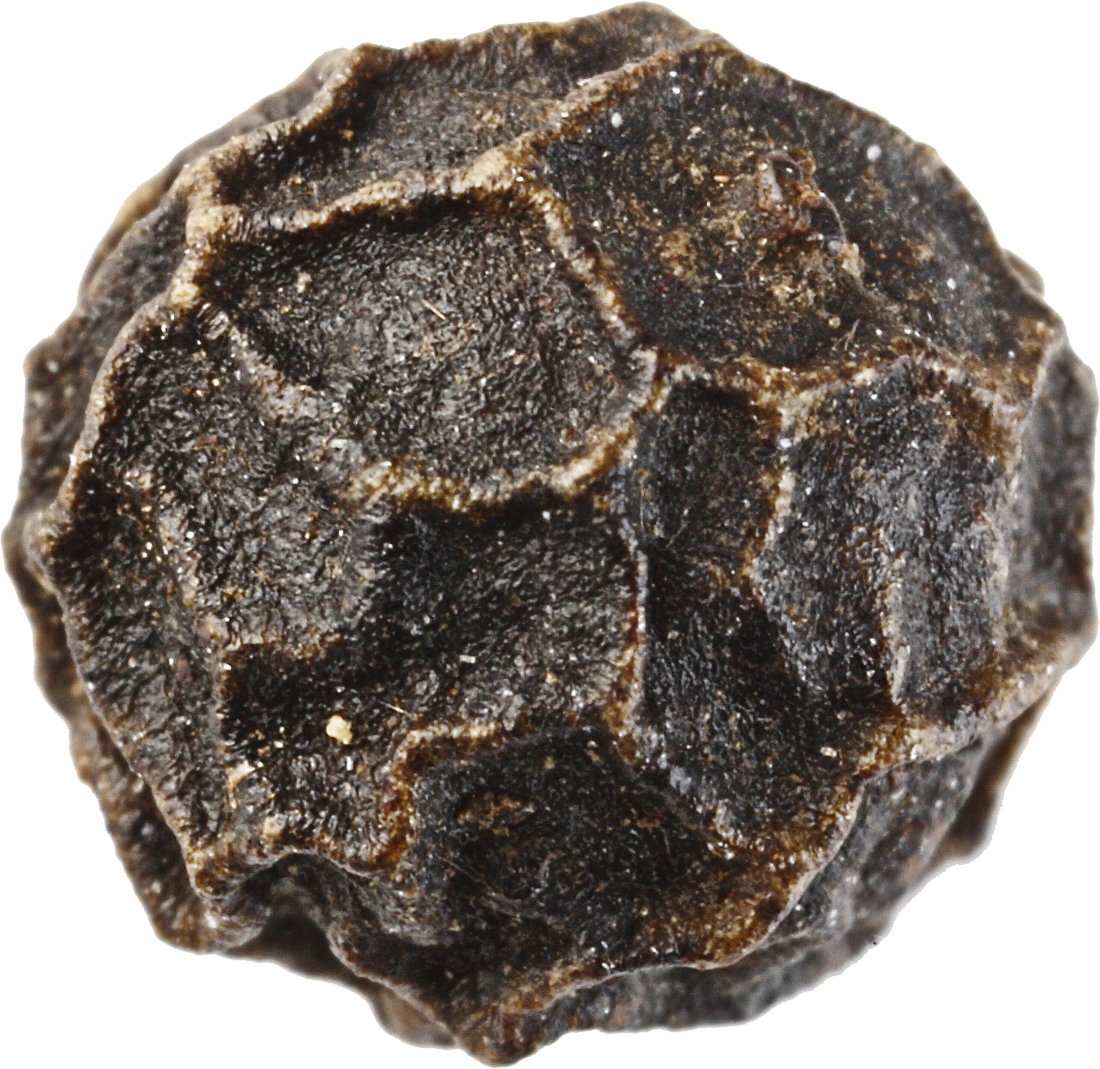
Schwarzes Pfefferkorn

Die (2E,4E) und die (2Z,4E)-Form von Piperylin kommen natürlich in Schwarzem Pfeffer (Piperis nigri fructus) und in den Blättern von P. trichostachine vor. Der Gehalt in schwarzem Pfeffer beträgt zwischen 2 und 3 ‰.

## Eigenschaften
Piperylin fluoresziert unter UV-Licht bei einer Wellenlänge 365 nm leicht bläulich.